# بالوره لجستیک
بالوره لجستیک (انگلیسی: Bolloré Logistics) شرکت ترابری فرانسوی است، که در سال ۱۹۸۶ تأسیس شد.